# C&A

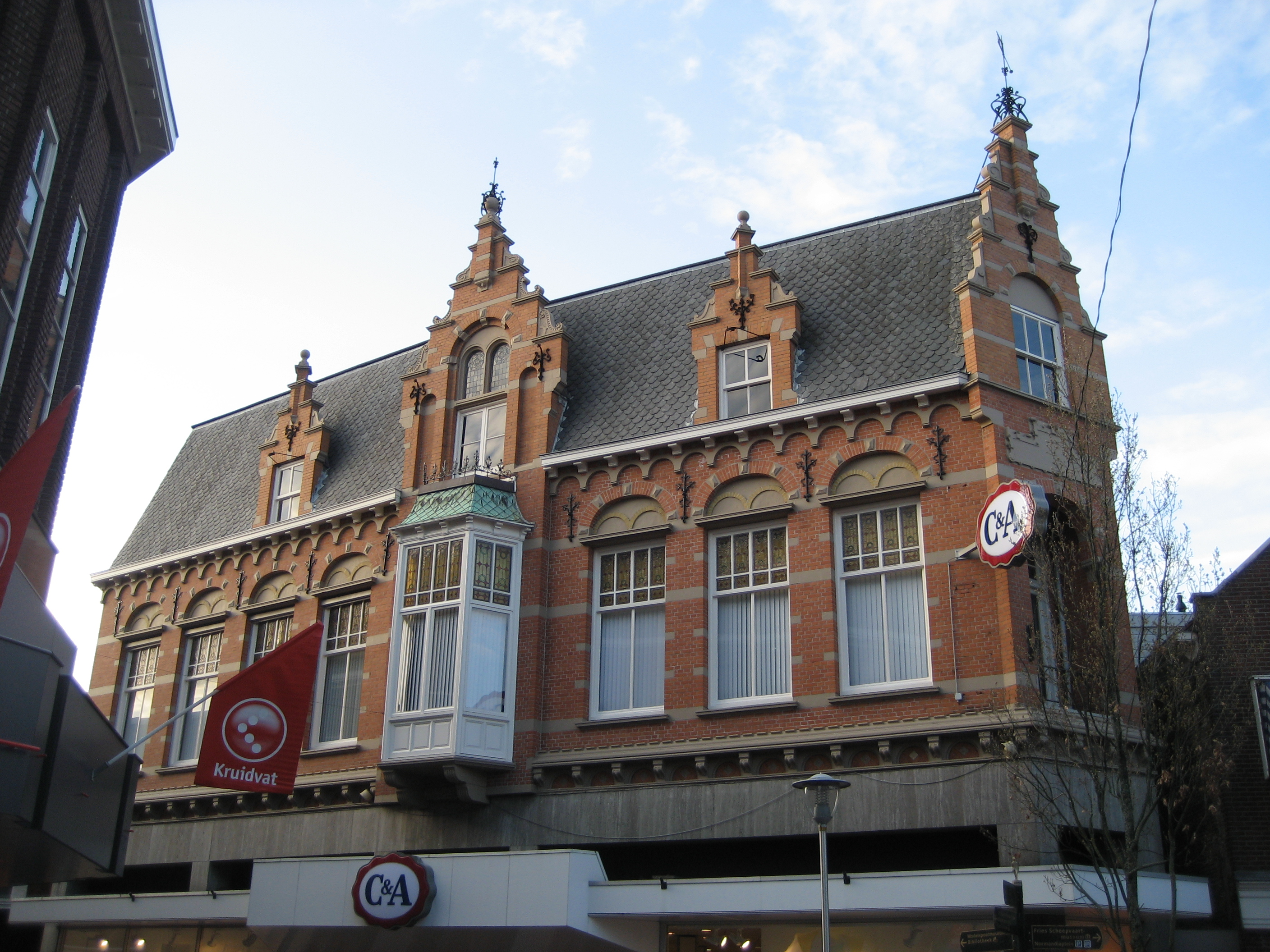
C&A-vestiging in Sneek, 't Hooghuis

C&A, een afkorting van Clemens & August Brenninkmeijer, is een van oorsprong Nederlandse keten van grote kledingwinkels. De Europese hoofdkantoren zijn gevestigd in Vilvoorde (België) en Düsseldorf (Duitsland). Wereldwijd werken er ongeveer 27.000 mensen voor C&A.

## Geschiedenis
In 1841 openden twee uit Mettingen in Westfalen afkomstige textielteuten (ook wel todden of tuötten genaamd), de broers Clemens en August Brenninkmeijer, een textielopslag in Sneek (Nederland) zodat ze minder vaak naar Westfalen (Duitsland) hoefden te reizen om stoffen op te halen. In 1841 begonnen de broers in dezelfde stad aan de Oosterdijk een winkel in confectiekleding. Veertig jaar later startten ze geleidelijk hun uitbreiding. In Leeuwarden openden ze in 1881 een zaak aan het Waagsplein, Amsterdam volgde in 1893 met een winkel aan de Nieuwendijk 193 en in 1896 de tweede aan de Leidschestraat 139. Groningen was in 1902 aan de beurt met een zaak aan de Vischmarkt. In de tien jaar daarna floreren er talrijke C&A-winkels op het hele Nederlandse grondgebied. Vanaf 1911 worden de eerste C&A's geopend in Duitsland; in 1922 worden ze geïntroduceerd in Groot-Brittannië; daarna gaat de Europese expansie door en bereikt België in 1963, Frankrijk in 1972, Zwitserland in 1977, Luxemburg in 1982, Spanje in 1983, Oostenrijk in 1984, Portugal in 1991, Ierland en de Tsjechische Republiek in 1999, Polen in 2001, Hongarije in 2002, Rusland in 2005 en Turkije in 2009.
Tijdens en vooraf aan de Tweede Wereldoorlog nam C&A vastgoed over dat door Nazi-Duitsland van Joden geconfisqueerd was. Ook werkten toentertijd Joden uit het getto in de Poolse stad Łódź en Russische krijgsgevangenen voor het kledingbedrijf.

### Verenigd Koninkrijk
Tegen het einde van de 20e eeuw werd bij C&A de noodklok geluid. De positionering moest worden omgegooid om niet kopje onder te gaan. In die periode heeft er in een groot aantal Europese landen een voor C&A opgezet ESS-onderzoek plaatsgevonden. Mede op basis van de resultaten van het onderzoek heeft C&A besloten zich terug te trekken uit het Verenigd Koninkrijk. Verder besloot men tot aanpassingen van de modeformule in de andere landen. In 2004 steeg het marktaandeel van C&A weer.

### 21e eeuw
In 2007 had C&A ruim 140 filialen in Nederland. De winkelketen is ook actief in België, Duitsland, Frankrijk, Hongarije, Luxemburg, Oostenrijk, Polen, Portugal, Spanje, Tsjechië en Zwitserland, wat neerkomt op ongeveer 1500 filialen in Europa. Buiten Europa is het bedrijf ook in Mexico, Argentinië en Brazilië actief. In Brazilië is het een van de grootste kledingretailbedrijven, het leverde kleding voor het Braziliaanse Olympisch team.
Eind 2007 werd de Chinese markt betreden met twee filialen, waarvan één in Shanghai. Wereldwijd werken er ongeveer 40.000 mensen voor de winkelketen. In Europa heeft C&A het moeilijk in de huidige retailmarkt, in Nederland is het aantal filialen gedaald tot 117 in augustus 2019  en tot 103 filialen in juli 2022.
Het bedrijf kwam in november 2012 in het nieuws toen bleek dat C&A kleding afnam van het bedrijf Tuba Group in Bangladesh. Daar vielen die maand zeker 110 doden bij een brand. De eigenaar zou slechts toestemming hebben gehad voor een gebouw van drie verdiepingen, maar het bedrijf had er negen.
In 2016 bracht C&A in samenwerking met historicus Mark Spoerer, hoogleraar aan de universiteit van Regensburg, een boek uit over de geschiedenis van het concern in het Derde Rijk.
Om zich meer te kunnen richten op de verkoop via eigen kanalen, maakte de kledingketen in januari 2024 bekend plannen te hebben te stoppen met het aanbieden van kleding via externe verkoopplatformen zoals Zalando, Wehkamp en Amazon.

## Eigenaren
C&A is eigendom van de in Zug (Zwitserland) gevestigde Cofra Holding AG. Deze Zwitserse holdingmaatschappij is eigendom van de Nederlandse familie Brenninkmeijer.
Volgens het Duitse blad Manager Magazine en het Nederlandse jaarblad Quote 500 is deze familie met een geschat vermogen van €22 miljard (2011) de rijkste van Nederland. Medio 2016 behoorden de aandelen toe aan 68 familieleden. Ze kunnen niet geërfd worden en alleen familieleden met een hoge functie binnen het concern mogen ze in eigendom hebben. Wie er niet meer werkt, dient zijn aandelen te verkopen aan het moederbedrijf Cofra Holding AG. Wie aandeelhouder wil worden, dient eerst toe te treden tot een trainingsprogramma, daarna een hoge functie binnen het bedrijf te gaan vervullen en ten slotte door de groep van eigenaren uitgenodigd te worden tot de koop van aandelen. Tot begin 21e eeuw mochten alleen mannen aandeelhouder zijn en een hoge functie vervullen. Medio 2016 bezat één vrouw aandelen.

## Reclame
Lange tijd heeft het bedrijf in Nederland de slagzin C&A is toch voordeliger! gebruikt. Rond de jaren 80 figureerden John Kraaijkamp en Rijk de Gooijer in diverse reclamesketches met deze slagzin. De huidige slagzin is: Mooi... van C&A. In de reclamespotjes van het bedrijf hebben in het verleden meerdere bekende Nederlanders gefigureerd, zoals Jan Smit, Dyanne Beekman, Ellemieke Vermolen en Frans Molenaar.
In 2005 lanceerde het bedrijf in samenwerking met popgroep Ch!pz een speciale Ch!pz-kledinglijn voor kinderen, deze verscheen onder de naam Ch!pz Cho!z.
In andere landen, waaronder China, luidt de slagzin Fashion you choose. In Mexico had zangeres Fergie van The Black Eyed Peas haar eigen collectie in 2009; in 2010 was het de beurt aan de Mexicaanse zangeres en actrice Thalía. Hierna kreeg Selena Gomez haar eigen collectie: dream out loud.